# Журлен, Жан
Жан Журлен (фр. Jean Jourlin, 1 декабря 1904 — 20 октября 1979) — французский борец, чемпион Европы.

## Биография
Родился в 1904 году в Тараре. Выступал как по правилам греко-римской, так и по правилам вольной борьбе, но наивысших результатов достиг лишь в вольной борьбе. В 1928 году принял участие в Олимпийских играх в Амстердаме, где занял 4-е место. В 1933 году стал чемпионом Европы. В 1936 году принял участие в Олимпийских играх в Берлине, где занял 4-е место.